# Larry Finnegan
Larry Finnegan, född John Lawrence Finneran den 10 oktober 1938 i New York, död 22 juli 1973 i South Bend i Indiana, var en amerikansk sångare. I USA betraktas Larry Finnegan som en så kallad "one-hit wonder", men i Sverige hade han fler hits.
Finnegan slog igenom 1962 med "Dear One" som nådde 11:e plats på amerikanska Billboardlistan. Framgången var ännu större i Europa, och framför allt i Skandinavien. Det bidrog till att Finnegan flyttade till Sverige 1965. Här startade han skivbolaget Svensk-American, som förutom Finnegans egna skivor även gav ut bland andra Sven-Ingvars skivor. (Tidigare hade Sven-Ingvars varit knutna till Philips och efter tiden vid Svensk-American återvände man till detta skivbolag.)
Larry Finnegans första singel på egna bolaget hette "Good Morning Tears" och gick upp till 6:e plats på Kvällstoppen, men misslyckades med att komma upp på Tio i topp. 1967 nådde han första plats på Svensktoppen med "Maria min vän". Samma år flyttade han till Schweiz av skatteskäl, men fortsatte med sitt svenska bolag till 1970 då han återvände till USA. Vid sidan om musiken utvecklade han där en ny typ av gräsklippare som han tog patent på.
Larry Finnegan avled 1973 under operation för hjärntumör.